# هایپرکلسمی
هایپرکلسمی (به انگلیسی: Hypercalcaemia) در پزشکی به بالا بودن غلظت سرمی کلسیم در خون اشاره دارد ؛ که به‌طور معمول بالاتر از ۲/۶ میلی‌مول بر لیتر یا ۱۰/۵ میلی‌گرم بر دسی‌لیتر (محدوده سطح طبیعی کلسیم پلاسما) تعریف می‌گردد.

## بیماریزایی
علت افزایش سطح سرمی کلسیم می‌تواند افزایش آزادشدن کلسیم اسکلتی (مانند سرطان)، افزایش جذب روده‌ای (مصرف زیاد ویتامین دی ومکمل‌های کلسیم) یا کاهش دفع کلیوی (سندرم شیر قلیا) باشد. بعضی علل مانند هایپرپاراتیروئیدی و سرطان با چند مکانیسم موجب بروز این مشکل می‌شوند.

## علائم
علائم هایپرکلسمی مزمن عبارتند از سنگ‌های کلیوی و صفراوی، دردهای استخوانی، تهوع و استفراغ، درد شکمی، افزایش ادرار، بی اشتهایی، خستگی، اضطراب و بیخوابی می‌باشد.

## اندازه‌گیری
حدود نیمی از کلسیم موجود در خون به پروتئین مانند آلبومین باند می‌شود ولی کلسیم غیر باند شده به پروتئین (کلسیم یونی) همانی است که بدن آن‌را باید درحد تعادل نگاه دارد. این درحالیست که کمبود پروتئین در بدن موجب عدم صحت در میزان اندازه‌گیری شده کلسیم خواهد شد و بنابراین در بیمار دارای کمبود پروتئین٬ آزمایش میزان کلسیم دقیق را باید در اندازه‌گیری کلسیم یونی (کلسیم یونیزه) جستجو نمود.
ازاینرو در بیماران مبتلا به هیپوآلبومینمی (نقص یا کمبود آلبومین) و در بیماران بستری در بیمارستان برای مدت طولانی بهتر است از روش دقیق‌تر تعیین کلسیم یونیزه استفاده نمود.